# Stefano Ronchetti-Monteviti
Stefano Ronchetti-Monteviti (1814? Asti – listopad 1882? Casale Monferrato) byl italský hudební pedagog a skladatel.

## Život
Narodil se v Asti. V roce 1850 se stal profesorem kontrapunktu na milánské konzervatoři. V roce 1878 byl jmenován ředitelem školy. Pro nemoc byl nucen v roce 1881 rezignovat. Zemřel o rok později v Casale Monferrato. Vychoval mnoho znamenitých skladatelů. Mezi nimi vynikli zejména Franco Faccio, Giacomo Puccini a Ivan Zajc.

## Dílo
Komponoval převážně chrámovou hudbu. Napsal také operu Pergolese na libreto Temistocla Solery, která měla premiéru 16. dubna 1857 v La Scale. Úspěch se nedostavil.